# Gabinet lorda Northa

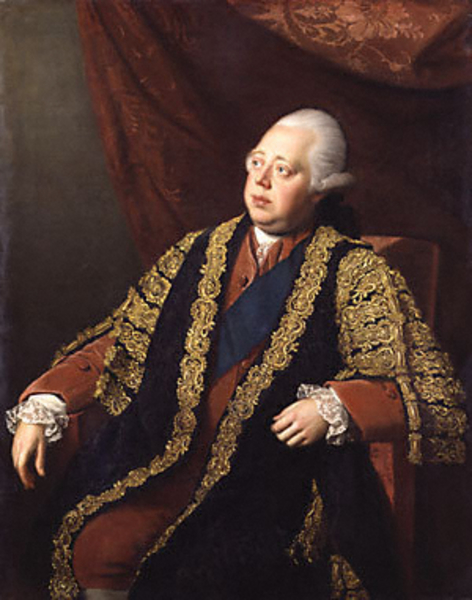
Lord North, premier, kanclerz skarbu, pierwszy lord skarbu

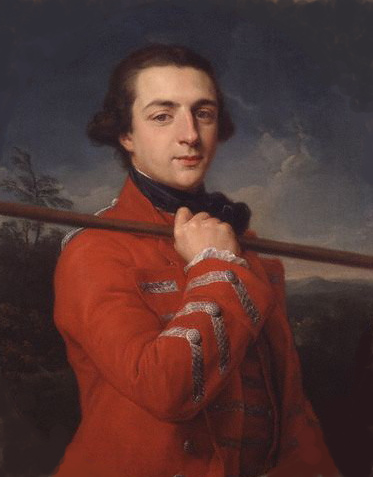
Książę Grafton, lord tajnej pieczęci

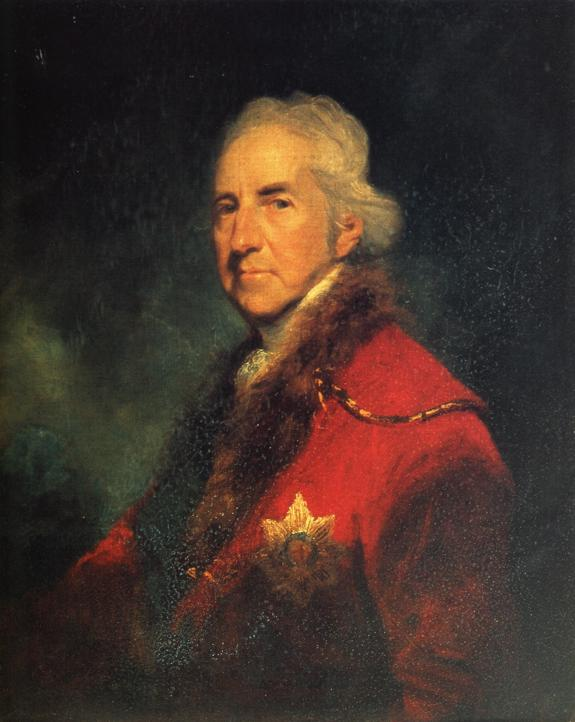
Hrabia Hertford, lord szambelan

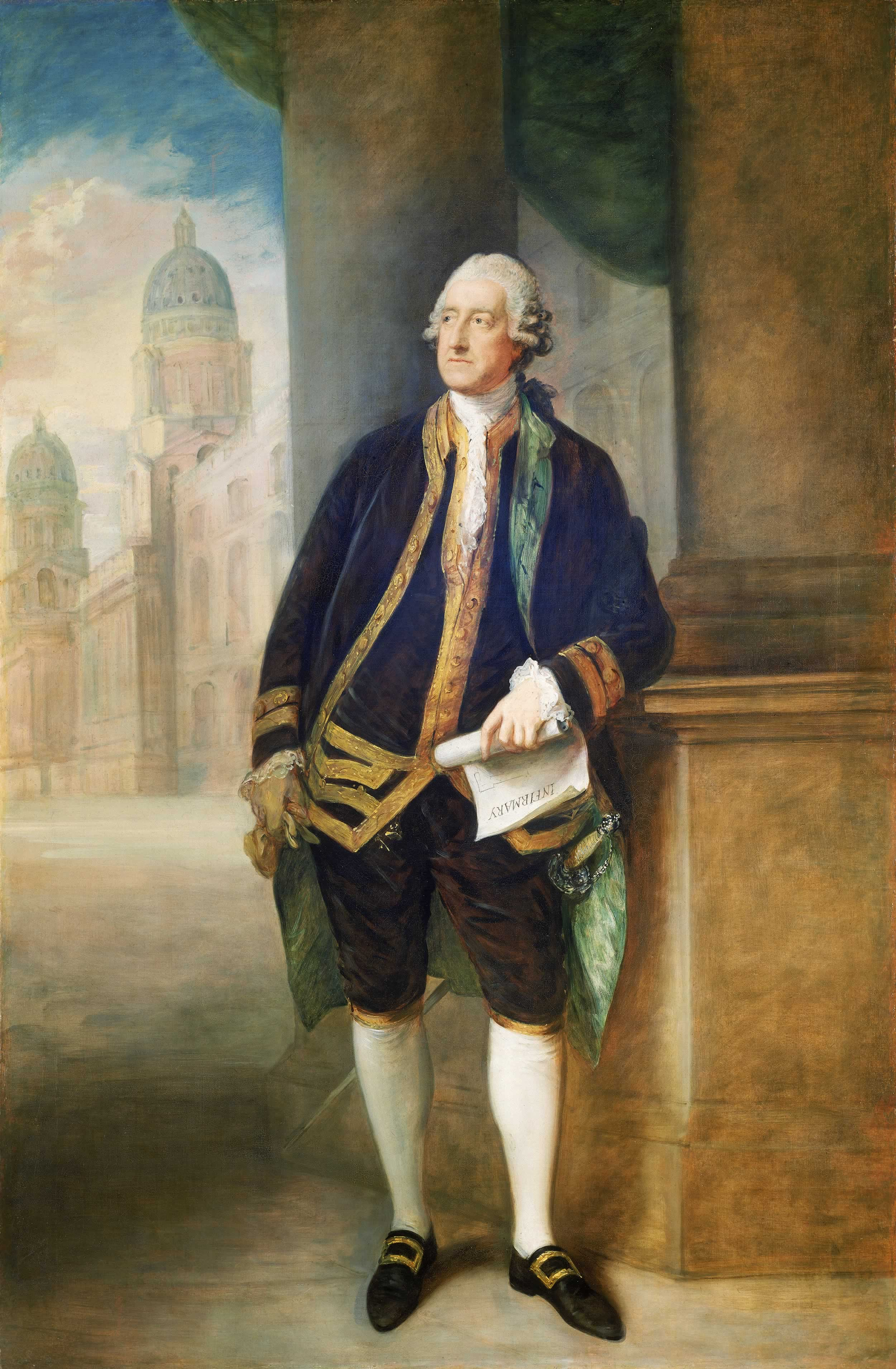
Hrabia Sandwich, minister północnego departamentu, pierwszy lord Admiralicji

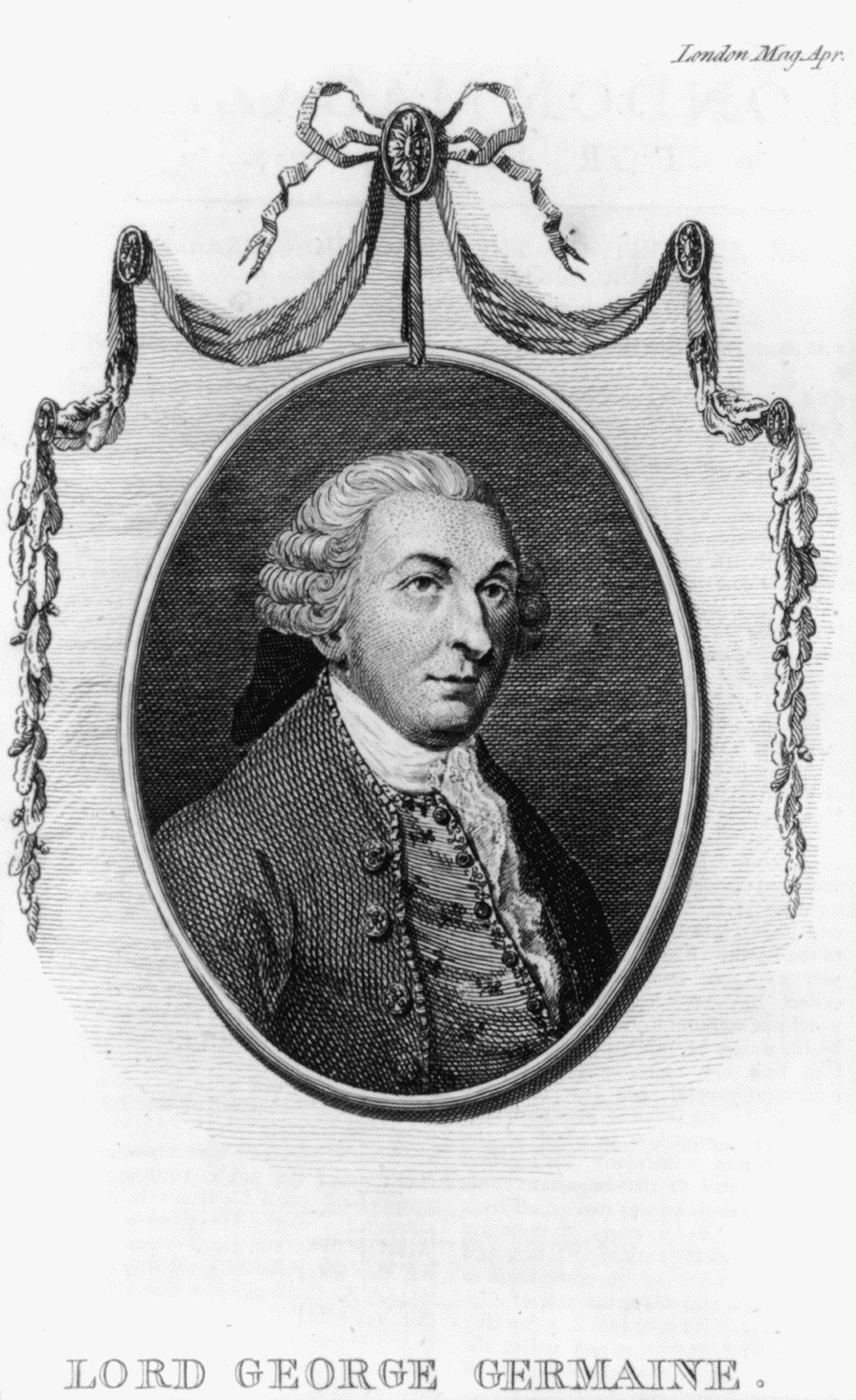
Lord George Germain, minister ds. kolonii

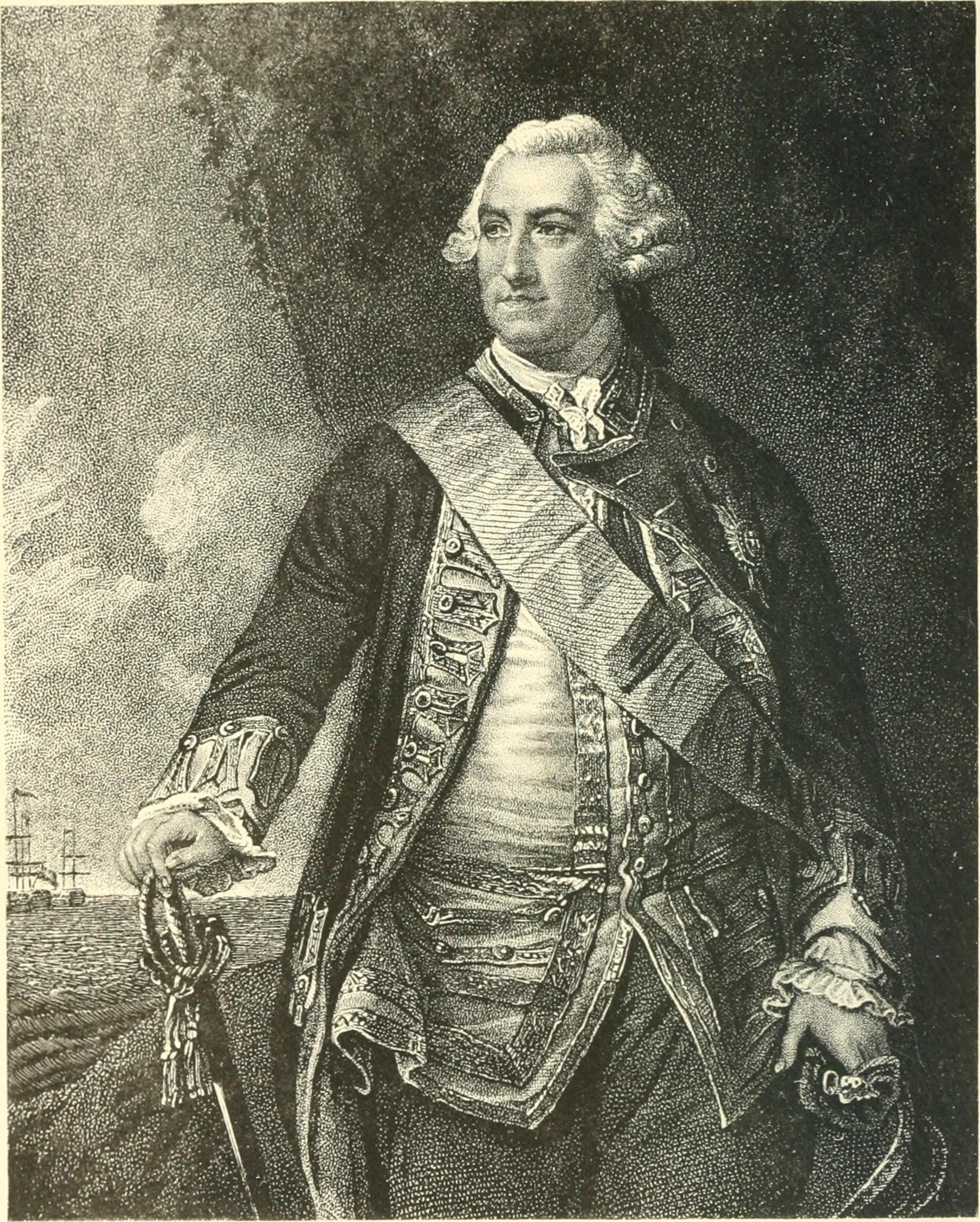
Edward Hawke, pierwszy lord Admiralicji

Rząd pod przewodnictwem Fredericka Northa, lorda North, został powołany 28 stycznia 1770 r. Lord North podał rząd do dymisji 20 marca 1782 r. po wyrażeniu mu przez Izbę Gmin wotum nieufności. Było to po klęsce wojsk brytyjskich pod Yorktown w wojnie o niepodległość USA. Było to pierwsze wotum nieufności w historii parlamentaryzmu.

## Skład gabinetu
| Urząd                                        | Imię i nazwisko                                                                                       | Kadencja                                     |
| -------------------------------------------- | --- | -------------------------------------------- |
| Premier Kanclerz skarbu Pierwszy Lord Skarbu | Frederick North                                                                                       | 1770–1782                                    |
|                                              | |                                              |
| Lord kanclerz                                | urząd komisyjny Henry Bathurst Edward Thurlow                                                         | 1770–1771 1771–1778 1778–1782                |
| Lord przewodniczący Rady                     | Granville Leveson-Gower Henry Bathurst                                                                | 1770–1779 1779–1782                          |
| Lord tajnej pieczęci                         | George Montagu-Dunk Henry Howard Augustus FitzRoy William Legge                                       | 1770–1771 1771 1771–1775 1775–1782           |
| Lord steward                                 | William Talbot                                                                                        | 1770–1782                                    |
| Lord szambelan                               | Francis Seymour-Conway                                                                                | 1770–1782                                    |
| Minister południowego departamentu           | Thomas Thynne William Nassau de Zuylestein Thomas Thynne Wills Hill                                   | 1770 1770–1775 1775–1779 1779–1782           |
| Minister północnego departamentu             | William Nassau de Zuylestein John Montagu George Montagu-Dunk Henry Howard Thomas Thynne David Murray | 1770 1770–1771 1771 1771–1779 1779 1779–1782 |
| Minister ds. kolonii                         | Wills Hill William Legge George Germain                                                               | 1770–1772 1772–1775 1775–1782                |
| Kanclerz Księstwa Lancaster                  | James Smith-Stanley Thomas Villiers                                                                   | 1770–1771 1771–1782                          |
| Pierwszy lord Admiralicji                    | Edward Hawke John Montagu                                                                             | 1770–1771 1771–1782                          |
| Generał artylerii                            | vacat George Townshend                                                                                | 1770–1772 1772–1782                          |
| Lord namiestnik Irlandii                     | George Townshend Simon Harcourt John Hobart Frederick Howar                                           | 1770–1772 1772–1777 1777–1780 1780–1782      |